# Palatou
Palatou  este un oraș în Grecia în Prefectura Arcadia.